# International Image Interoperability Framework

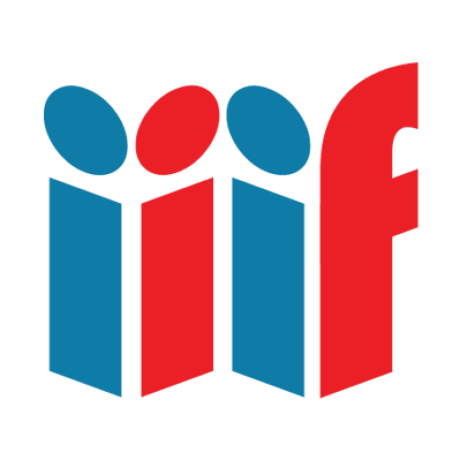
IIIF-Logo

Das International Image Interoperability Framework (IIIF; gesprochen „Triple-Ei-F“) bietet einen Standard, wie digitale Bilder im Internet geteilt werden können. IIIF entstand 2011 mit Unterstützung der Mellon Foundation aus einer Initiative renommierter Gedächtnisorganisationen, zu denen unter anderem die Harvard University, die Stanford University Libraries, die Cornell University, die British Library, die Bodleian Library (Oxford) sowie die Nationalbibliotheken von Frankreich und Norwegen gehören. Inzwischen wird der Standard von einem internationalen Konsortium von 67 (Stand: November 2023) Gedächtnisorganisationen getragen und weiterentwickelt.

## IIIF-Technologie
Das International Interoperability Framework (IIIF) besteht aus Application Programming Interfaces (APIs).
- Die Image API[2] definiert einen Web-Service, der Bilder mit definierten Parametern, etwa Dateiformat, Größe, Ausschnitt, Farbtiefe oder Rotation, ausgibt.
- Die Presentation API[3] beschreibt die Ausgabe eines Objektes mit seinen bibliographischen und strukturellen Metadaten. Der Output erfolgt als JSON-LD-Objekte. Die Ausgabe der Images gemäß der Image API ist integriert.
- Die Content Search API[4] ermöglicht Suchanfragen innerhalb einer IIIF-Ressource.
- Die Authentication API[5] ermöglicht den Zugriff auf IIIF-Ressourcen zu regulieren.
- Die Change Discovery API[6] stellt Informationen zu Objektänderungen (Erstellung, Änderung und Löschung) innerhalb der IIIF-Ressourcen bereit.
- Die Content State API[7] generiert Links zu Objekten in bestimmten Zuständen. Der Zustand eines Bildes enthält Informationen über die Ansicht (Flächenauswahl und Rotation) eines bestimmten Bildes auf einer bestimmten Seite.

Um IIIF-konforme Bilder bzw. Objekte auszugeben, können unterschiedlichste technische Lösungen eingesetzt werden. IIIF schafft eine noch nie dagewesene Interoperabilität und ermöglicht einen institutionsübergreifenden Austausch digitaler Objekte sowie ihre standortunabhängige Darstellung in unterschiedlichsten Viewern und sonstigen Präsentationslösungen im World Wide Web.